# Southern California Open 2013
Southern California Open 2013 — професійний тенісний турнір, що проходив на кортах з твердим покриттям. Відбувся вчетверте після відновлення 2010 року. Належав до категорії Premier в рамках Туру WTA 2013. Відбувся в Карлсбаді (США) з 29 липня до 4 серпня.

## Учасниці основної сітки в одиночному розряді

### Сіяні учасниці
| Країна    | Гравчиня             | Рейтинг1 | Сіяна |
| --------- | -------------------- | -------- | ----- |
| Білорусь  | Вікторія Азаренко    | 3        | 1     |
| Польща    | Агнешка Радванська   | 4        | 2     |
| Чехія     | Петра Квітова        | 7        | 3     |
| Італія    | Роберта Вінчі        | 11       | 4     |
| Австралія | Саманта Стосур       | 13       | 5     |
| Сербія    | Єлена Янкович        | 16       | 6     |
| Сербія    | Ана Іванович         | 17       | 7     |
| Іспанія   | Карла Суарес Наварро | 19       | 8     |

- 1 Рейтинг подано станом на 22 липня 2013

### Інші учасниці
Учасниці, що потрапили до основної сітки завдяки вайлд-кард:
- Аллі Кік
- Віржіні Раззано
- Саманта Стосур

Нижче наведено гравчинь, які пробились в основну сітку через стадію кваліфікації:
- Марина Еракович
- Сатіе Ісідзу
- Сесил Каратанчева
- Коко Вандевей

### Відмовились від участі
До початку турніру
- Маріон Бартолі (hamstring injury)
- Кірстен Фліпкенс
- Бояна Йовановські
- Крістіна Младенович
- Анастасія Павлюченкова

## Учасниці основної сітки в парному розряді

### Сіяні пари
| Країна    | Гравчиня             | Країна   | Гравчиня               | Рейтинг1 | Сіяна |
| --------- | -------------------- | -------- | ---------------------- | -------- | ----- |
| Німеччина | Анна-Лена Гренефельд | Чехія    | Квета Пешке            | 25       | 1     |
| США       | Лізель Губер         | Іспанія  | Нурія Льягостера Вівес | 40       | 2     |
| США       | Ракель Копс-Джонс    | США      | Абігейл Спірс          | 44       | 3     |
| Сербія    | Єлена Янкович        | Словенія | Катарина Среботнік     | 49       | 4     |

- 1 Рейтинг подано станом на 22 липня 2013

### Інші учасниці
Нижче наведено пари, які отримали вайлдкард на участь в основній сітці:
- Даніела Гантухова /  Мартіна Хінгіс
- Петра Квітова /  Таміра Пашек

## Переможниці та фіналістки

### Одиночний розряд
- Саманта Стосур —  Вікторія Азаренко, 6–2, 6–3

### Парний розряд
- Ракель Копс-Джонс /  Абігейл Спірс —  Чжань Хаоцін /  Жанетта Гусарова, 6-4, 6–1